# 苏蒙圣康坦
苏蒙圣康坦（法語：Soumont-Saint-Quentin，法語發音：[sumɔ̃ sɛ̃ kɑ̃tɛ̃] ⓘ）是法国卡尔瓦多斯省的一个市镇，属于卡昂区。

## 地理
苏蒙圣康坦（48°58'41"N, 0°13'56"W）面积6.87 平方千米，位于法国诺曼底大区卡爾瓦多斯省，该省份为法国西北部沿海省份，北濒大西洋英吉利海峡，东北与滨海塞纳省以海上边界相接，东临厄尔省，南至奧恩省，西与芒什省接壤。
与苏蒙圣康坦接壤的市镇（或旧市镇、城区）包括：邦-塔西伊、埃特雷拉康帕涅、方丹勒潘、奥朗东、乌伊勒泰松、波蒂尼、圣日耳曼勒瓦松。

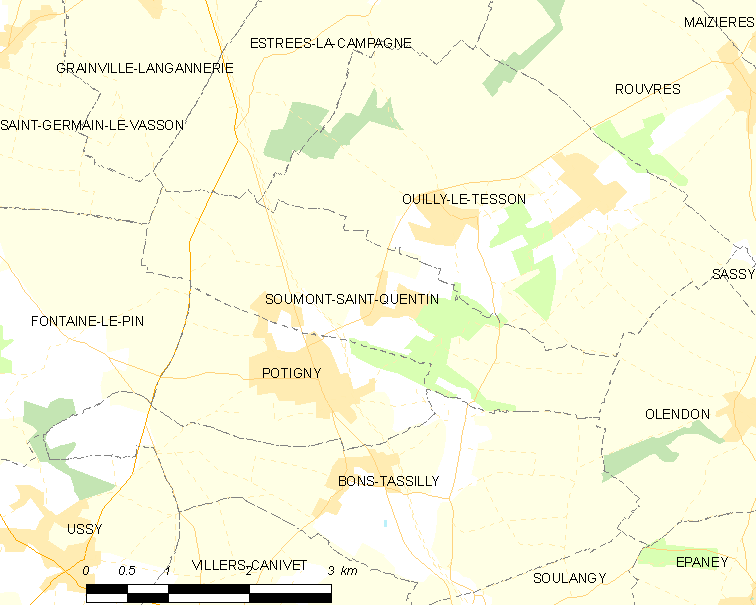
苏蒙圣康坦的OSM定位图

苏蒙圣康坦的时区为UTC+01:00、UTC+02:00（夏令时）。

## 行政
苏蒙圣康坦的邮政编码为14420，INSEE市镇编码为14678。

## 政治
苏蒙圣康坦所属的省级选区为法莱斯县。

## 人口

1962-2008年间苏蒙圣康坦人口变化图示

苏蒙圣康坦于2022年1月1日时的人口数量为635人。